# Resolução 130 do Conselho de Segurança das Nações Unidas
A Resolução 130 do Conselho de Segurança das Nações Unidas foi uma resolução aprovada em 25 de novembro de 1958, que notou com pesar a morte do juiz José Gustavo Guerrero em 25 de outubro de 1958. O Conselho decidiu, então, que, de acordo com o Estatuto do Tribunal, a vaga resultante no Tribunal Internacional de Justiça seria decidida por uma eleição na Assembleia Geral que ocorreria durante a décima quarta sessão daquele órgão.
Foi aprovada sem votação.